# I grandi successi originali (Scialpi)
I grandi successi originali è una raccolta del cantante Scialpi pubblicata nel 2000 dalla RCA.

## Tracce
Disco 1
1. Rocking Rolling
2. Hallò Hallò
3. Calma
4. Commandos
5. Nero e blu
6. Cigarettes and coffee
7. L'ottovolante
8. L'io e l'es
9. Halleluja
10. Mi manchi tu
11. No High School
12. Numero 106

Disco 2
1. Pioggia
2. Amici
3. Da bambino
4. Cry (La voce dentro)
5. No east, no west
6. Pregherei
7. La corsa
8. Paranoia
9. Porca la miseria
10. Solitario (So long)
11. Il grande fiume
12. A... Amare